# Liduhu Shuiku
Liduhu Shuiku är en reservoar i Kina. Den ligger i provinsen Zhejiang, i den östra delen av landet, omkring 120 kilometer öster om provinshuvudstaden Hangzhou. Liduhu Shuiku ligger 14 meter över havet. Arean är 1,4 kvadratkilometer. Den ligger vid sjön Duhu Shuiku. I omgivningarna runt Liduhu Shuiku växer i huvudsak blandskog. Den sträcker sig 2,5 kilometer i nord-sydlig riktning, och 2,3 kilometer i öst-västlig riktning.
Genomsnittlig årsnederbörd är 1 778 millimeter. Den regnigaste månaden är juni, med i genomsnitt 285 mm nederbörd, och den torraste är januari, med 60 mm nederbörd.